# Sergio Olhovich
Sergio Olhovich Greene (né le 9 octobre 1941 à Sumatra, Indonésie) était un acteur, réalisateur, scénariste, directeur de la photographie et monteur de cinéma soviéto-mexicain. 

## Biographie
Sergio Olhovich est né de père russe et de mère mexicaine. Il a étudié la réalisation cinématographique en Union soviétique avant de réaliser presque tous ses films au Mexique, dans la ville de Mexico. Il est marié à l'artiste cinéaste Gabriela Robles, et est le père de cinq enfants.

## Filmographie

### Comme réalisateur
| - 1970 : Homenaje a Leopoldo Méndez - 1972 : Muñeca reina - 1973 : Evasión - 1974 : El Encuentro de un hombre solo - 1975 : La Casa del Sur - 1976 : Coronación - 1978 : Llovizna - 1980 : La Roya del cafeto - 1981 : El Infierno de todos tan temido - 1981 : El Sembrado ajeno | - 1982 : "Aprendamos juntos" - 1986 : Angel River - 1987 : Los" "Nuestros - 1988 : Esperanza - 1989 : Cuento de Navidad - 1991 : Como fui a enamorarme de ti - 1992 : Exposición feria de Tabasco - 1993 : Fray Bartolomé de las Casas - 1999 : En un claroscuro de la luna |

### Comme scénariste
| - 1970 : Homenaje a Leopoldo Méndez - 1972 : Muñeca reina - 1973 : Evasión - 1974 : El Encuentro de un hombre solo - 1975 : La Casa del Sur - 1978 : Llovizna - 1980 : La Roya del cafeto | - 1981 : El Infierno de todos tan temido - 1988 : Esperanza - 1992 : Exposición feria de Tabasco - 1993 : Fray Bartolomé de las Casas - 1993 : Hoy no circula - 1999 : En un claroscuro de la luna |

### Comme directeur de la photographie
- 1973 : Evasión
- 1980 : La Roya del cafeto

### Comme acteur
- 1970 : Bondar
- 1971 : El Cambio

### Comme monteur
- 1973 : Evasión
- 1976 : Coronación
- 1980 : La Roya del cafeto

## Distinctions

### Récompenses
- 1976 : Prix ACE du Meilleur Réalisateur pour El Encuentro de un hombre solo
- 1989 : Ariel d'Or du Meilleur Film pour Esperanza
- 1989 : Ariel d'Argent du Meilleur Réalisateur pour Esperanza
- 1989 : Ariel d'Argent de la Meilleure Histoire Originale pour Esperanza
- 1989 : Ariel d'Argent du Meilleur Scénario pour Esperanza
- 1993 : OCIC Award, Mention Spéciale, au Festival du film de La Havane pour Fray Bartolomé de las Casas
- 2000 : Prix du Public du Festival international du film de Guadalajara pour En un claroscuro de la luna

### Nomination
- 1975 : nommé au Festival international du film de Moscou pour La Casa del Sur